# Internazionali d'Italia 1980
Italian Open 1980 - чоловічий і жіночий тенісний турнір, що проходив на відкритих кортах з ґрунтовим покриттям. Уперше в історії чоловічий та жіночий турніри відбулись у різних місцях. Чоловічі змагання відбулись у традиційному місці проведення Foro Italico в Римі, тоді як жіночі - у Перуджі. Турнір відбувсь утридцятьсьоме. Чоловічі змагання належали до серії 1980 Volvo Grand Prix, а жіночі - до категорії AA в рамках Colgate Series. Жіночі змагання тривали з 5 до 11 травня 1980 року, чоловічі - з 19 до 25 травня 1980 року. Перший сіяний Гільєрмо Вілас, фіналіст у 1976 і 1979 роках, здобув титул в одиночному розряді й отримав за це 28 тис. доларів. Змагання в одиночному розряді серед жінок виграла перша сіяна Кріс Еверт-Ллойд, свій третій Italian Open після 1974 і 1975 років.

## Фінальна частина

### Одиночний розряд, чоловіки
Гільєрмо Вілас —  Яннік Ноа 6–0, 6–4, 6–4

### Одиночний розряд, жінки
Кріс Еверт-Ллойд —  Вірджинія Рузічі 5–7, 6–2, 6–2

### Парний розряд, чоловіки
Марк Едмондсон /  Кім Ворвік —  Балаж Тароці /  Еліот Телчер 7–6, 7–6

### Парний розряд, жінки
Гана Мандлікова /  Рената Томанова —  Іванна Мадруга /  Адріана Віллагран 6–4, 6–4